# Estación Gobernador Mayer
La Estación Gobernador Mayer es una estación ferroviaria del ramal ferroviario que une la mina de carbón de Río Turbio con el puerto de Punta Loyola, cerca de Río Gallegos, ubicada en el departamento Güer Aike de la Provincia de Santa Cruz (Argentina). Se trata de una estación de vía libre, donde existe una pequeña población llamada El Turbio, así como existió en el pasado un campamento de mantenimiento de la vía.
La estación se inauguró en el año 1951. En sus inicios esta estación recibió el nombre de Turbio Viejo. El nombre actual de la estación es en honor a Germán Edelmiro Mayer, un militar argentino que combatió en las guerras civiles argentinas así como en otras contiendas (Guerra de Secesión de los Estados Unidos y Segunda Intervención Francesa en México). Fue el tercer gobernador del Territorio Nacional de Santa Cruz durante la década de 1890, falleciendo en Río Gallegos en 1897. 
La estación forma parte del Ramal Ferro-Industrial de Río Turbio, que une la mina de Río Turbio, en la Cordillera de los Andes y cercana al límite con Chile, con el puerto de Punta Loyola, en cercanías de Río Gallegos. Se trata de un ramal de trocha angosta (750 mm) perteneciente a YCF (Yacimientos Carboníferos Fiscales, actual YCRT) y funciona actualmente sólo para el transporte de carbón.
Pocos kilómetros al noroeste se encuentra Rospentek, una guarnición militar del Ejército Argentino.